# Carl Schäfer

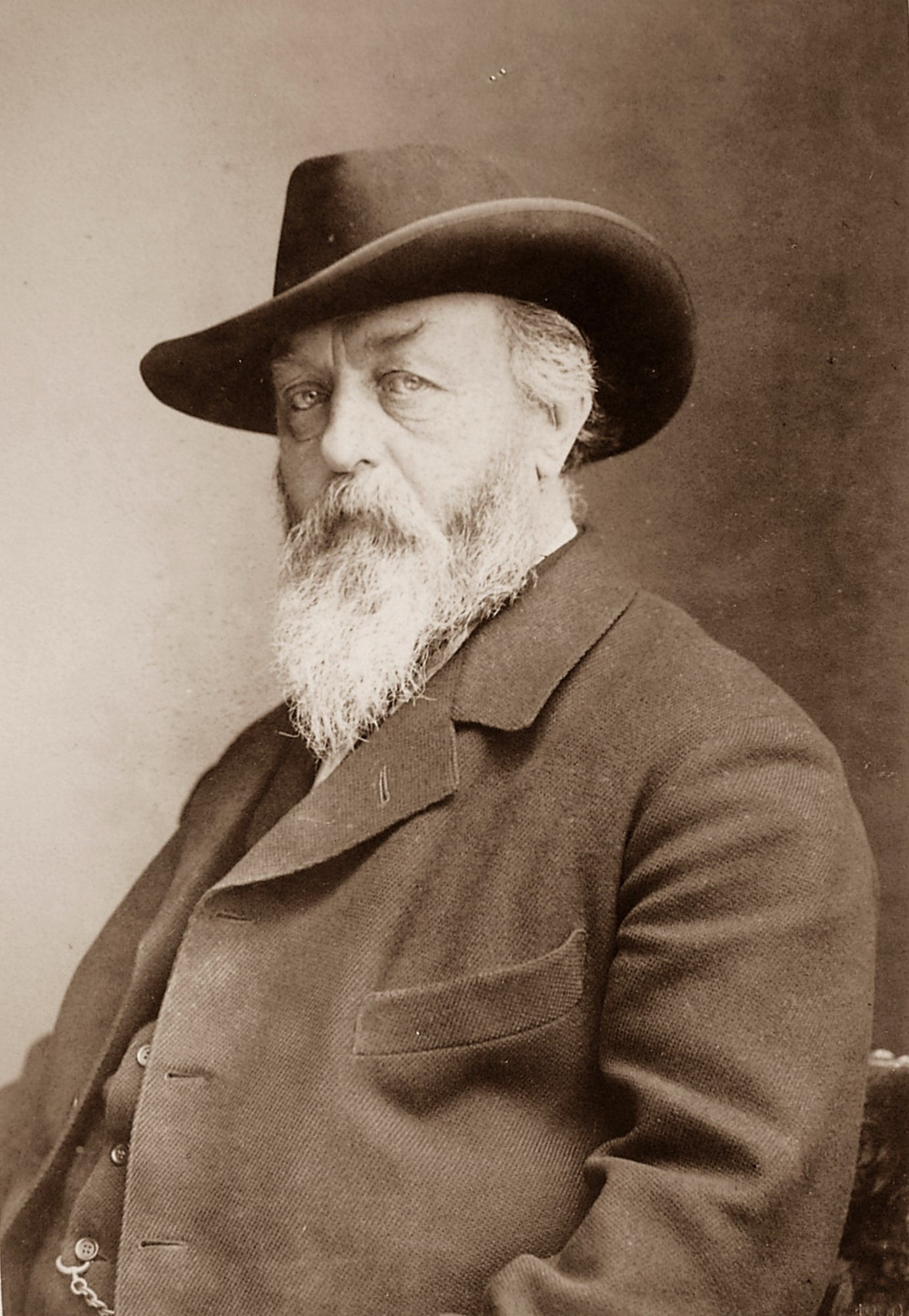
Porträtfotografie von 1900

Carl Wilhelm Ernst Schäfer (* 18. Januar 1844 in Kassel; † 5. Mai 1908 in Carlsfeld, Kreis Bitterfeld) war ein deutscher Architekt und Hochschullehrer.

## Leben

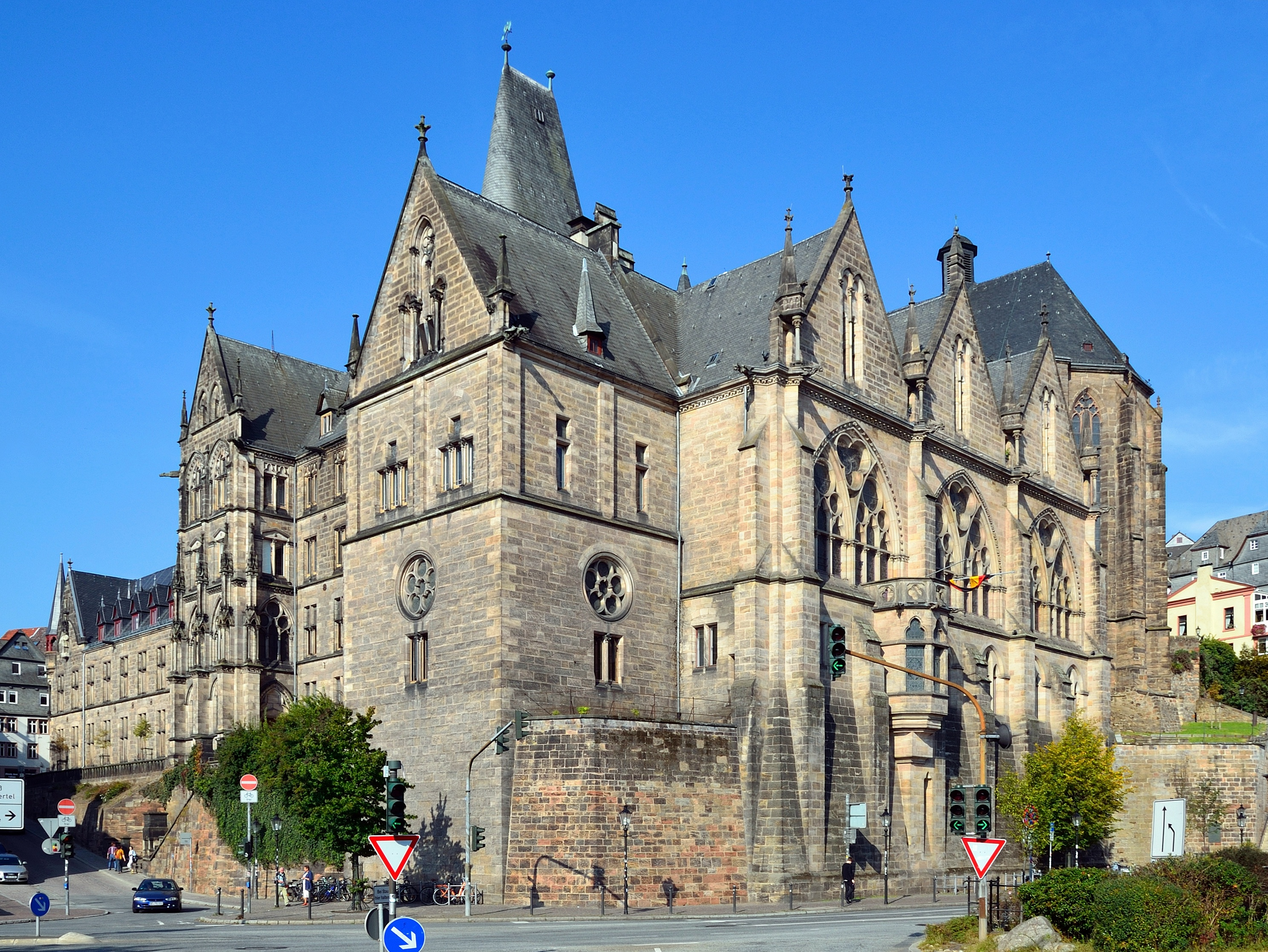
„Alte Universität“ in Marburg

Schäfer absolvierte von 1858 bis 1860 ein Ingenieurstudium, dann bis 1862 ein Architekturstudium bei Georg Gottlob Ungewitter an der Höheren Gewerbeschule Kassel. Von 1864 bis 1866 war er beim Dombauamt Paderborn tätig. Er war Bauleiter bei der Renovierung des Doms und erteilte Unterricht für Bauhandwerker. 1868 bis 1870 war er Nachfolger seines Lehrers Ungewitter. 1871 bis 1878 war er Universitätsbaumeister und zeitweise gleichzeitig Stadtbaumeister in Marburg. 1878 bis 1885 war er beim Preußischen Ministerium für Handel, Gewerbe und Öffentliche Arbeiten in Berlin tätig. 1878 habilitierte er sich und war Privatdozent an der Berliner Bauakademie, die 1879 in die Technische Hochschule Charlottenburg überging. 1884 erfolgte die Ernennung zum Professor und seit 1885 lehrte er in Nachfolge von Johannes Otzen Baukunst des Mittelalters. Von 1894 bis 1907 lehrte er an der Technischen Hochschule Karlsruhe.

## Ausrichtung
Schäfer entwickelte sich zum wichtigsten Vertreter der späten Neugotik in Deutschland. In der Gotik sah er den Baustil, dessen Elemente am ehesten aus konstruktiven Prinzipien abgeleitet sind. Grundlage des Schaffens war für ihn die Konstruktions-, Material- und Werkgerechtigkeit. Der gotische Stil solle nicht nachgeahmt werden, sondern als allgemeines konstruktives Prinzip genutzt und variiert werden. Von bedeutenden Kunsthistorikern seiner Zeit (Cornelius Gurlitt, Georg Dehio), für die Konservieren vor Restaurieren ging, wurde Schäfer für seine Haltung heftig angefeindet, was ihn auf lange Sicht zermürbte.
Mit der Einbeziehung lokaler Bautraditionen und der Vorliebe für Fachwerkbauten und Mischkonstruktionen war er einer der Vorläufer des Heimatstils nach 1900.
Er propagierte den praktischen Unterricht in Bauhütten und Werkstätten. Er setzte sich für die Handwerker- und Volksbildung ein, um Kunst und Handwerk zusammenzuführen.

## Bauten

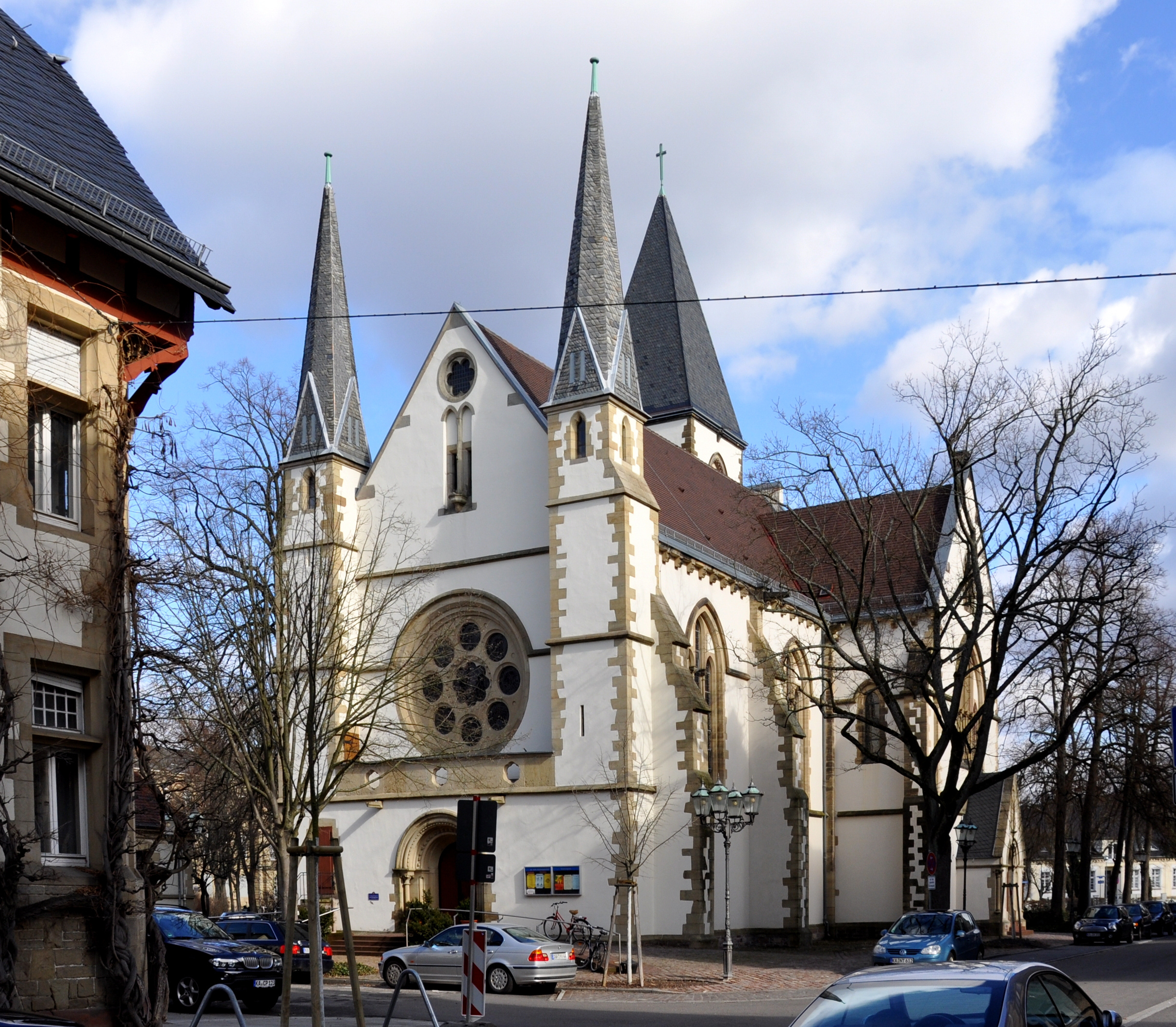
Altkatholische Kirche Christi Auferstehung in Karlsruhe

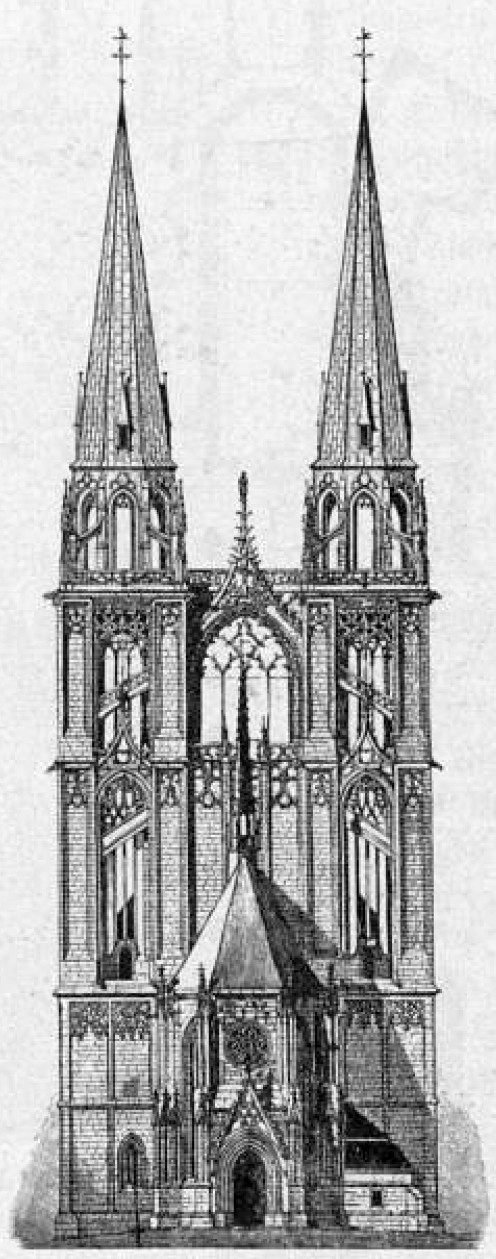
Schäfers Entwurf für die Türme des Meißner Doms

Schäfer schuf etliche Kirchenbauten: Umbau der katholischen Propsteikirche St. Gertrud von Brabant in Wattenscheid 1869–1872, katholische Pfarrkirche St. Nikolai in Lippstadt 1873–1875, evangelische Kirche in Bralitz 1889–1890, katholische Pfarrkirche St. Johannes Baptist in Birkungen 1885–1893, altkatholische Kirche in der Karlsruher Weststadt, 1895–1897.
Der Schwerpunkt seiner Arbeit lag aber bei Profanbauten. Wohn- und Geschäftshäuser (Equitable-Palast in Berlin 1887–1889), Villen, Gutshöfe, Pfarrhäuser (Domküsterhaus in Merseburg 1886), Offizierskasinos, Gaststätten, Schulen (Magdeburger Domgymnasium 1879–1881), das Botanisch-Pharmakologische Institut (1873–1875) und das Auditoriengebäude (1874–1879) der Universität Marburg sowie der Neubau der Universitätsbibliothek Freiburg (1895–1903).
Als Denkmalpfleger leitete er den Wiederaufbau des Friedrichsbaues des Heidelberger Schlosses (1890–1900), der romanischen Klosterkirche St. Gangolf in Münchenlohra bei Nordhausen (1882–1885) und der Kirche Saint-Pierre-le-Jeune in Straßburg (1897–1901). Den Meißner Dom ergänzte er durch eine Zweiturmanlage im neugotischen Stil (Ausführung 1903–1908), wobei er aus gesundheitlichen Gründen die praktischen Arbeiten seinen Karlsruher Schülern und Assistenten Albert Steinmetz und Joseph Schäffler überlassen musste. Bereits 1871 hatte er einen Springbrunnen auf dem Grundstück seines Anwaltes Carl Grimm in Marburg errichtet.

## Schüler
Während Carl Schäfer als Architekt den Schlusspunkt der Neugotik setzte, wirkte er als Hochschullehrer durchaus zukunftsbezogen: Max Berg, Hermann Muthesius, Friedrich Ostendorf, Hans Poelzig, Paul Schmitthenner, Fritz Schumacher und Franz Schneider wurden bekannte Architekten aus seiner Schule. Auch beeinflusste er eine Reihe weiterer Architekten wie Otto Wagner, Henry van de Velde, Bruno Möhring, Hugo Hartung und Lebrecht Völki.

## Schriften
- Die Glasmalerei des Mittelalters und der Renaissance, Berlin 1881.
- Holzarchitektur vom 14.–18. Jahrhundert, 2 Bde. Berlin 1883–1889.